# 竜骨車

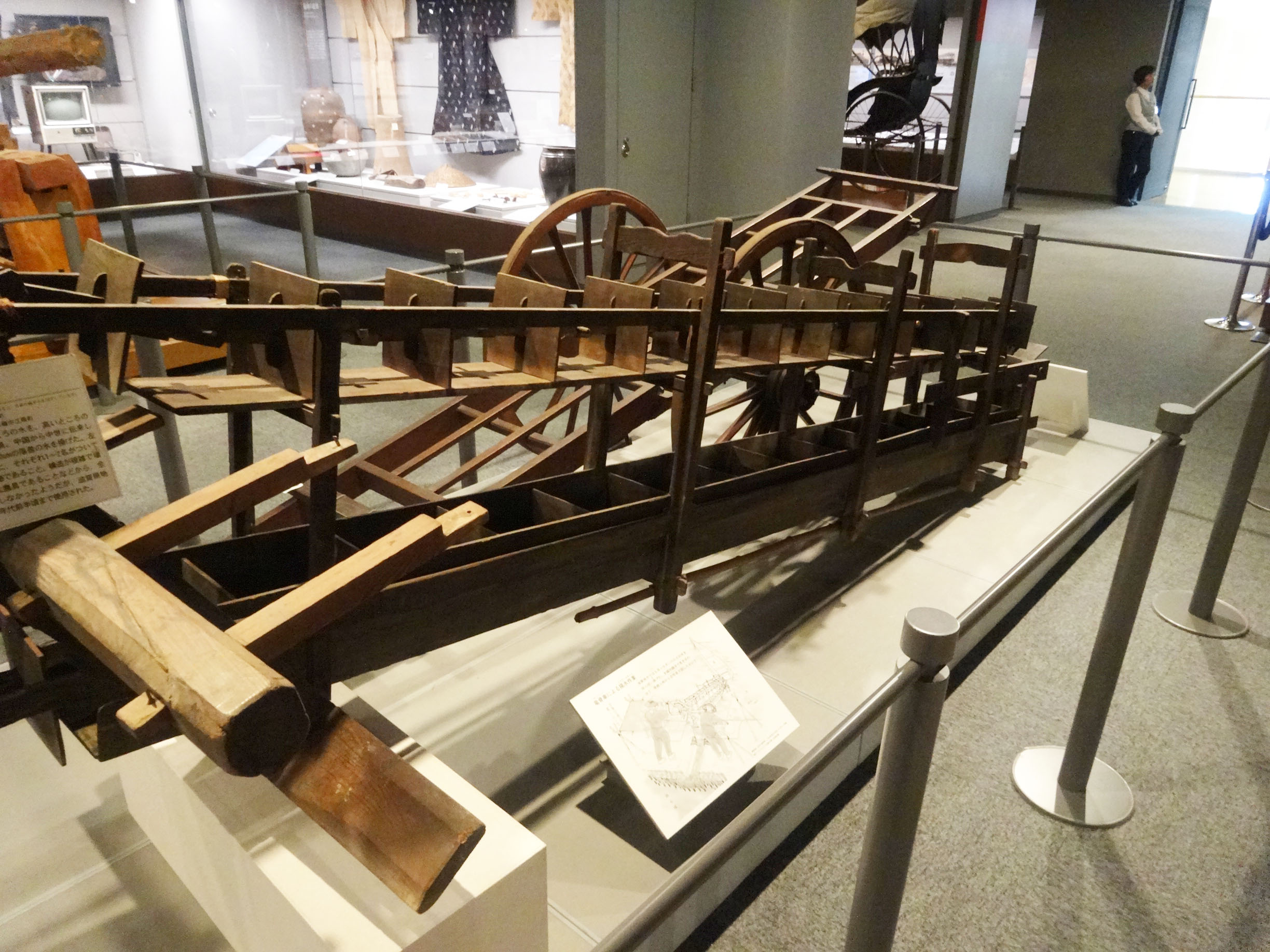
龍骨車（天理参考館）

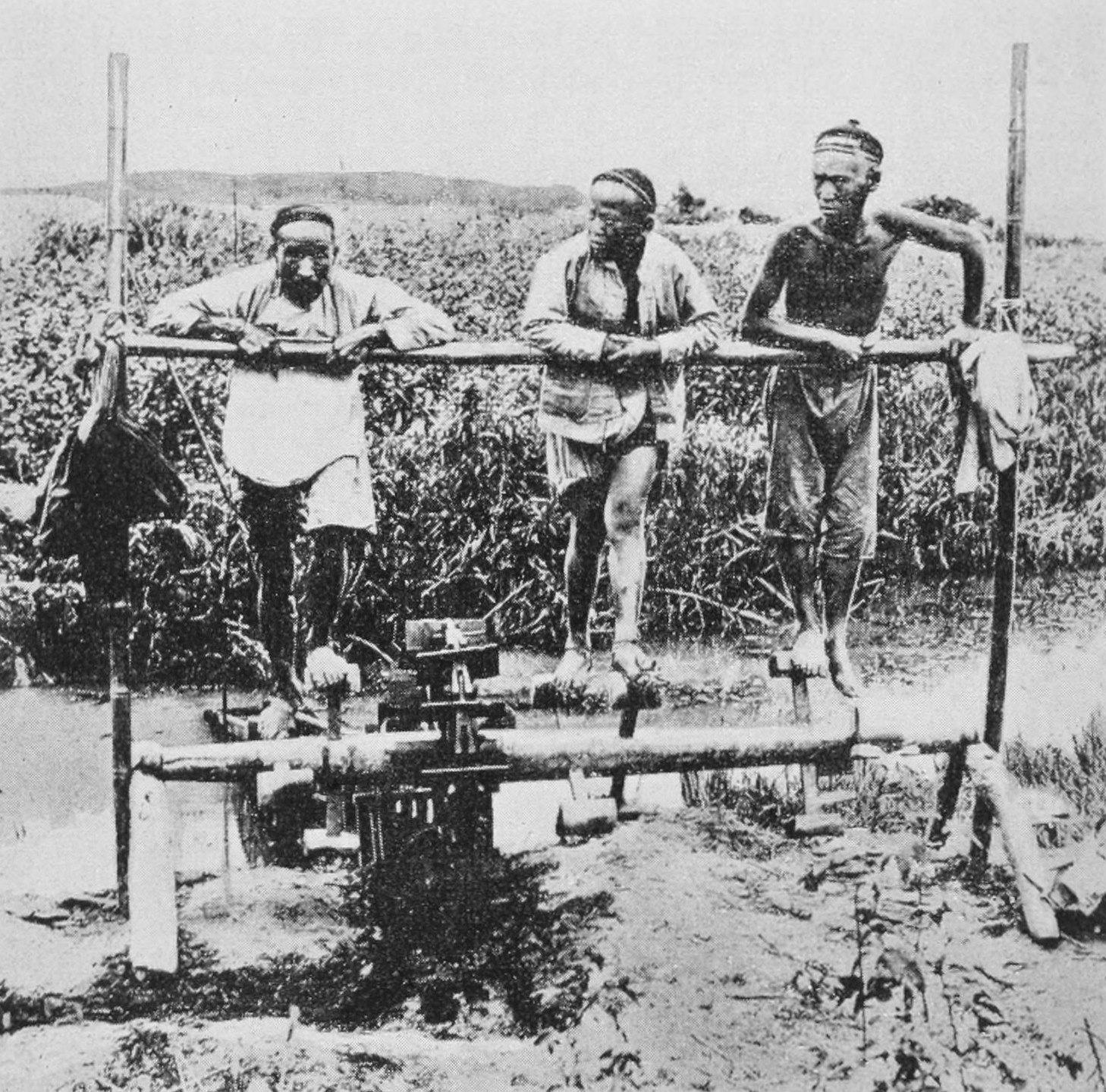
農地で龍骨車を使う様子（中国）

竜骨車（りゅうこつしゃ）は、農業用水を低地の用水路から汲み上げ、高地の水田に灌漑せしめる木製の揚水機。中国で発明されたとされ、日本にも伝来した。その形状が竜の骨格に似るところからの命名。
水樋の中で、数多くの板を取り付けた無限軌道を回転させ、樋内の用水を掻きあげる。無限軌道は、上下2個の車輪で回転させるが、うち上端の1個の車輪を2人が相対して踏み、回転させる。
高度な発明品であり、大蔵永常の「農業便利論」では足踏み式揚水機（踏車と呼ぶ）が普及する以前に諸国一般的に使用されたとある一方、「農具便利論と大蔵永常」では破損しやすく使用に難があり、広く普及することがなかったともしている。
いずれにせよ、近畿地方を中心に普及、江戸時代前期に使用されていた。しかし、寛文年中（17世紀頃）に大坂農人橋において踏車が発明され、宝暦から安永年間（18世紀頃）に普及したことにより駆逐された。これは竜骨車の欠点に加え、踏車の方が、仕組みがシンプルであり、農民にとっては単純な構造品の方が使い勝手が良く手頃であったからと一般では考えられている。
現在、日本では愛知県と滋賀県を中心として30台弱が現存する。